# آكي تاكاياما
آكي تاكاياما ((باليابانية: 高山亜樹 )) (12 مارس 1970 – ) هي سباحة متزامنة، وسبّاحة، من اليابان، مثّلت بلادها في الألعاب الأولمبية الصيفية 1992.

## وصلات خارجية
- آكي تاكاياما على موقع الاتحاد الدولي للسباحة (الإنجليزية)
- آكي تاكاياما على موقع أوليمبيديا (الإنجليزية)